# Дялу-Брадулуй
Дялу-Брадулуй (рум. Dealu Bradului) — село у повіті Арджеш в Румунії. Входить до складу комуни Сепата.
Село розташоване на відстані 113 км на захід від Бухареста, 17 км на південний захід від Пітешть, 85 км на північний схід від Крайови, 123 км на південний захід від Брашова.

## Населення
За даними перепису населення 2002 року у селі проживали 245 осіб, усі — румуни. Усі жителі села рідною мовою назвали румунську.